# 靖安蕭皇后
靖安蕭皇后（せいあんしょうこうごう）は、遼（契丹）の太宗耶律堯骨の皇后。小字は温。

## 経歴
述律皇后（太宗の生母）の同母異父兄の蕭室魯の娘として生まれた。つまり太宗の従姉妹にあたる。耶律堯骨が大元帥となると、妃として迎えられ、穆宗を生んだ。太宗が即位すると皇后に立てられた。性格は聡明で身ぎれいであり、太宗に最も寵愛されて、軍旅や狩猟にも必ず行をともにした。天顕10年正月戊申（935年2月18日）、崩御。彰徳と諡され、奉陵に葬られた。
重熙21年（1052年）、靖安皇后と改諡された。

## 伝記資料
- 『遼史』巻71 列伝第1